# Segno di Lancisi
Il segno di Lancisi è un segno clinico dove una grande onda venosa, o "onda V gigante", è visibile nella vena giugulare nei pazienti con rigurgito tricuspidale di grado severo. È causato dal sangue che scorre all'indietro nella vena giugulare attraverso la valvola tricuspide incompetente durante la sistole ventricolare.
Il segno prende il nome da Giovanni Maria Lancisi, che lo descrisse nel suo trattato "De motu cordis et aneurysmatibus".